# Pacifičtí ostrované

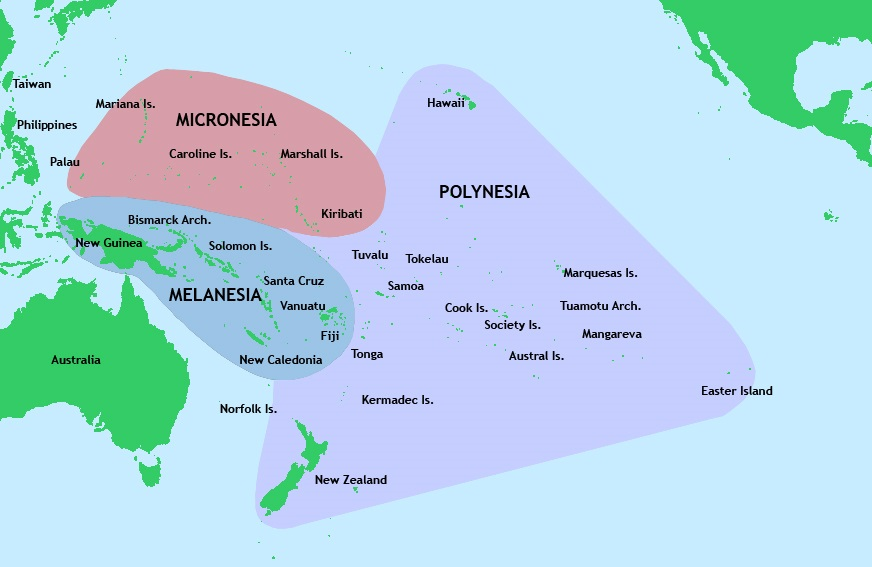
Mapa zobrazující tři oblasti Oceánie

Pacifičtí ostrované je souhrnný název pro domorodé obyvatele některé ze tří hlavních oblastí Oceánie: Polynésie, Melanésie a Mikronésie - Polynésany, Melanésany a Mikronésany. Polynésané jsou mongoloidé, Melanésané jsou australoidé a Mikronésané vznikli smíšením obou.

## Ve Spojených státech
V tomto smyslu je pojem také používán Americkým úřadem pro sčítání lidu v jeho rasové klasifikaci. Pacifičtí ostrované (jedna rasa) podle sčítání lidu z roku 2010 čítali 540 013 osob (0,2 % populace USA), celkem při započtení kombinace s jednou nebo více ras pak 1 225 195 osob (0,4 % populace USA).
Zdaleka největší skupinu tvořili Havajci, kteří v počtu 527 077 osob tvořili 43,0 % všech Pacifických ostrovanů v USA. Následovali Samoané s 184 440 osobami (15,1 %) a Čamorové s 148 220 osobami (12,2 %).